# 日高村

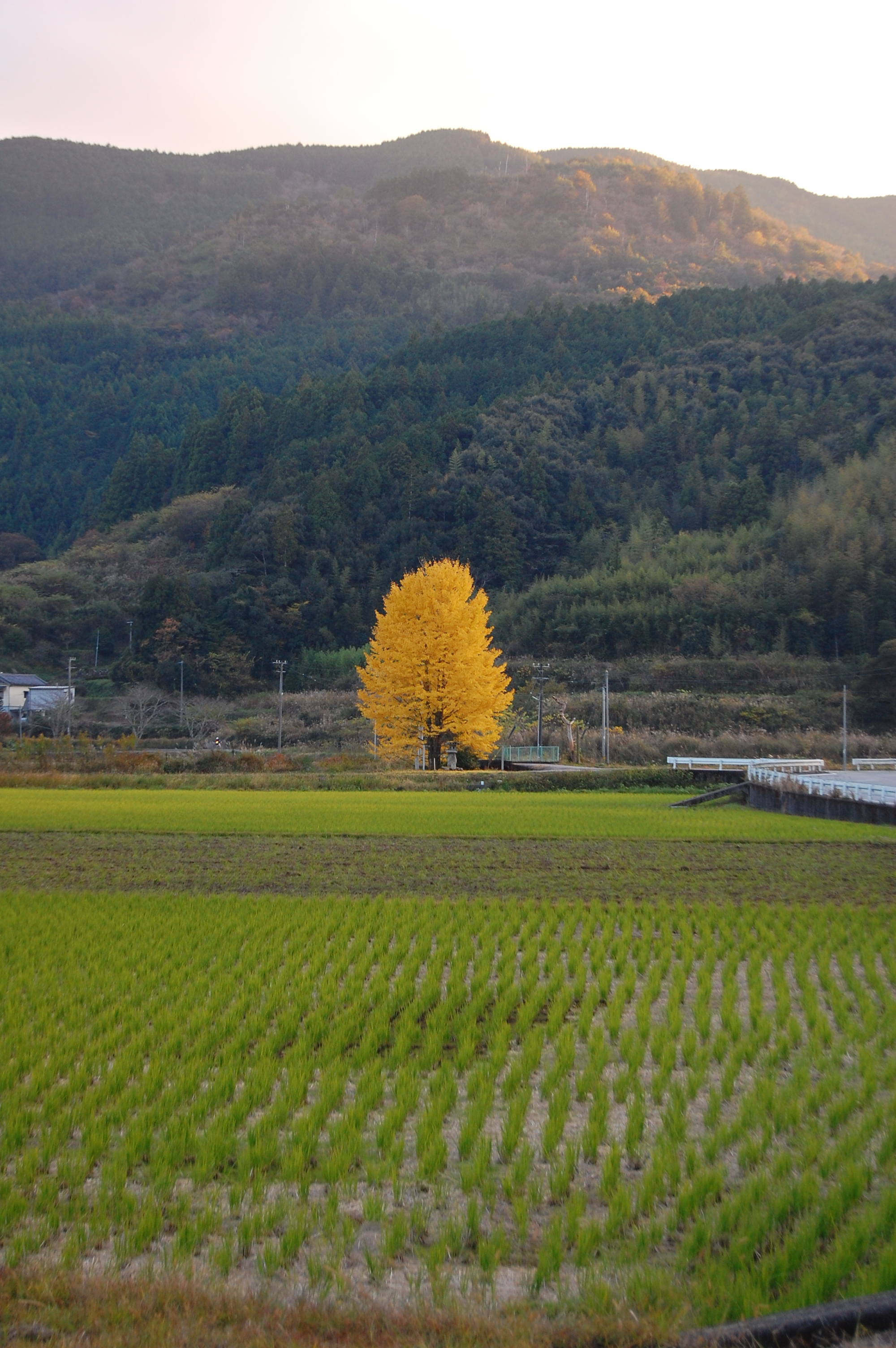
村内風景

日高村（ひだかむら）は、高知県の中部にある村。県庁所在地・高知市から西に約16km程の内陸に位置する農業中心の村である。高岡郡に属する。

## 地理
村内全域が仁淀川およびその支川の流域となっている。仁淀川は村域北側のいの町との境、越知町との境を流れている。北部と南部は山が連なり、村域中央が盆地となっている。ここを仁淀川の支川の日下川が流れており、これに沿って東西に通過する幹線交通網の国道33号やJR土讃線や町役場などの主要施設が所在している。

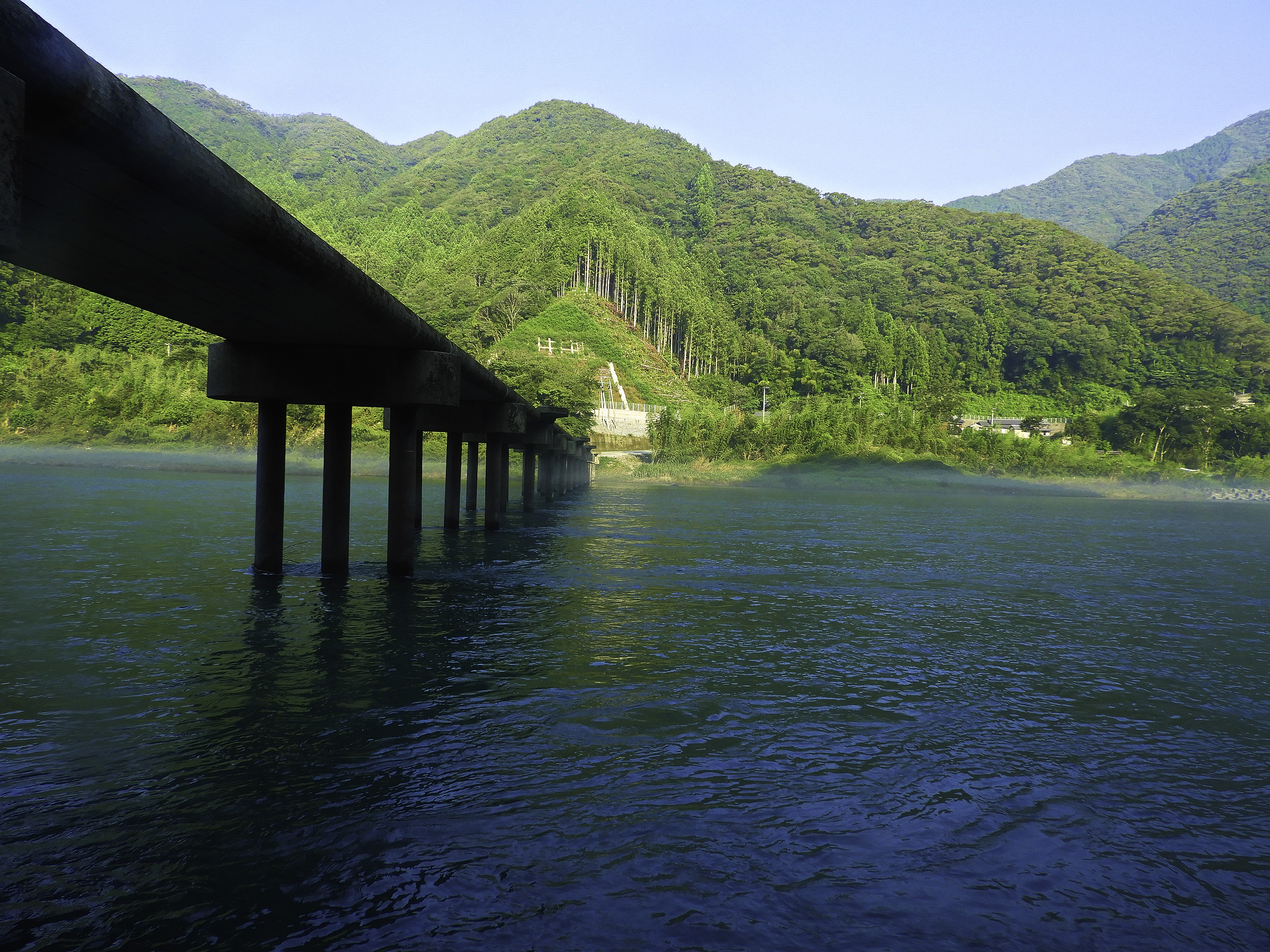
仁淀川と名越屋沈下橋

### 地形

#### 山地
主な山
- 大滝山
- 錦山

#### 河川
主な川
- 仁淀川
- 日下川
- 戸梶川

### 人口
| |                                        |  |
| 日高村と全国の年齢別人口分布（2005年） | 日高村の年齢・男女別人口分布（2005年） |  |
| ■紫色 ― 日高村 ■緑色 ― 日本全国 | ■青色 ― 男性 ■赤色 ― 女性              |  |
| 日高村（に相当する地域）の人口の推移 \| 1970年（昭和45年） \| 6,232人 \| \| \| 1975年（昭和50年） \| 6,048人 \| \| \| 1980年（昭和55年） \| 6,100人 \| \| \| 1985年（昭和60年） \| 6,341人 \| \| \| 1990年（平成2年） \| 6,223人 \| \| \| 1995年（平成7年） \| 6,105人 \| \| \| 2000年（平成12年） \| 5,968人 \| \| \| 2005年（平成17年） \| 5,895人 \| \| \| 2010年（平成22年） \| 5,447人 \| \| \| 2015年（平成27年） \| 5,030人 \| \| \| 2020年（令和2年） \| 4,812人 \| \| |                                        |  |
| 総務省統計局 国勢調査より |                                        |  |
| 1970年（昭和45年） | 6,232人                                |  |
| 1975年（昭和50年） | 6,048人                                |  |
| 1980年（昭和55年） | 6,100人                                |  |
| 1985年（昭和60年） | 6,341人                                |  |
| 1990年（平成2年） | 6,223人                                |  |
| 1995年（平成7年） | 6,105人                                |  |
| 2000年（平成12年） | 5,968人                                |  |
| 2005年（平成17年） | 5,895人                                |  |
| 2010年（平成22年） | 5,447人                                |  |
| 2015年（平成27年） | 5,030人                                |  |
| 2020年（令和2年） | 4,812人                                |  |

### 隣接自治体
高知県
- 土佐市
- 吾川郡いの町
- 高岡郡佐川町
- 高岡郡越知町

## 歴史

### 沿革
昭和
- 1954年（昭和29年）10月15日 - 日下村・能津村および加茂村の一部（大字岩目地・九頭）が合併して発足。村名は「日本」と「高知県」から1文字ずつ取ったことに由来する。
- 1955年（昭和30年）2月10日 - 加茂村の一部（大字入沢）を編入。大字岩目地の一部が佐川町に編入。

### 災害
- 2014年（平成26年）8月 - 平成26年台風第12号の集中豪雨により日下川が氾濫して大規模な浸水被害[2]。

## 施設

### 警察
- 土佐警察署日高駐在所（高岡郡日高村本郷258番地6）

### 消防
- 仁淀消防組合日高分署（高岡郡日高村本郷200-8）

### 郵便局
主な郵便局
- 日高郵便局
- 日下郵便局
- 加茂郵便局

### 文化施設

#### 博物館
- 日高酒蔵ホール

### 運動施設
- 日高村総合運動公園

## 経済

### 農業
高知県はフルーツトマトの発祥の地と言われ、県内各地でブランドトマトの生産が行われている。日高村では糖度が8以上のシュガートマトと呼ばれるブランドトマトの栽培が行われている。村おこしの取り組みとして、村内で日高村産シュガートマトを使ったオムライスを提供する飲食店を総称して「日高村オムライス街道」としてPRをしている。
他の野菜、茶の栽培も盛ん。

### 商業
主な商業施設
- サンシャイン日高店 - 2024年（令和6年）9月15日閉店[5]。
- ツルハドラッグ日高店

### 工業
- 土佐和紙

## 教育

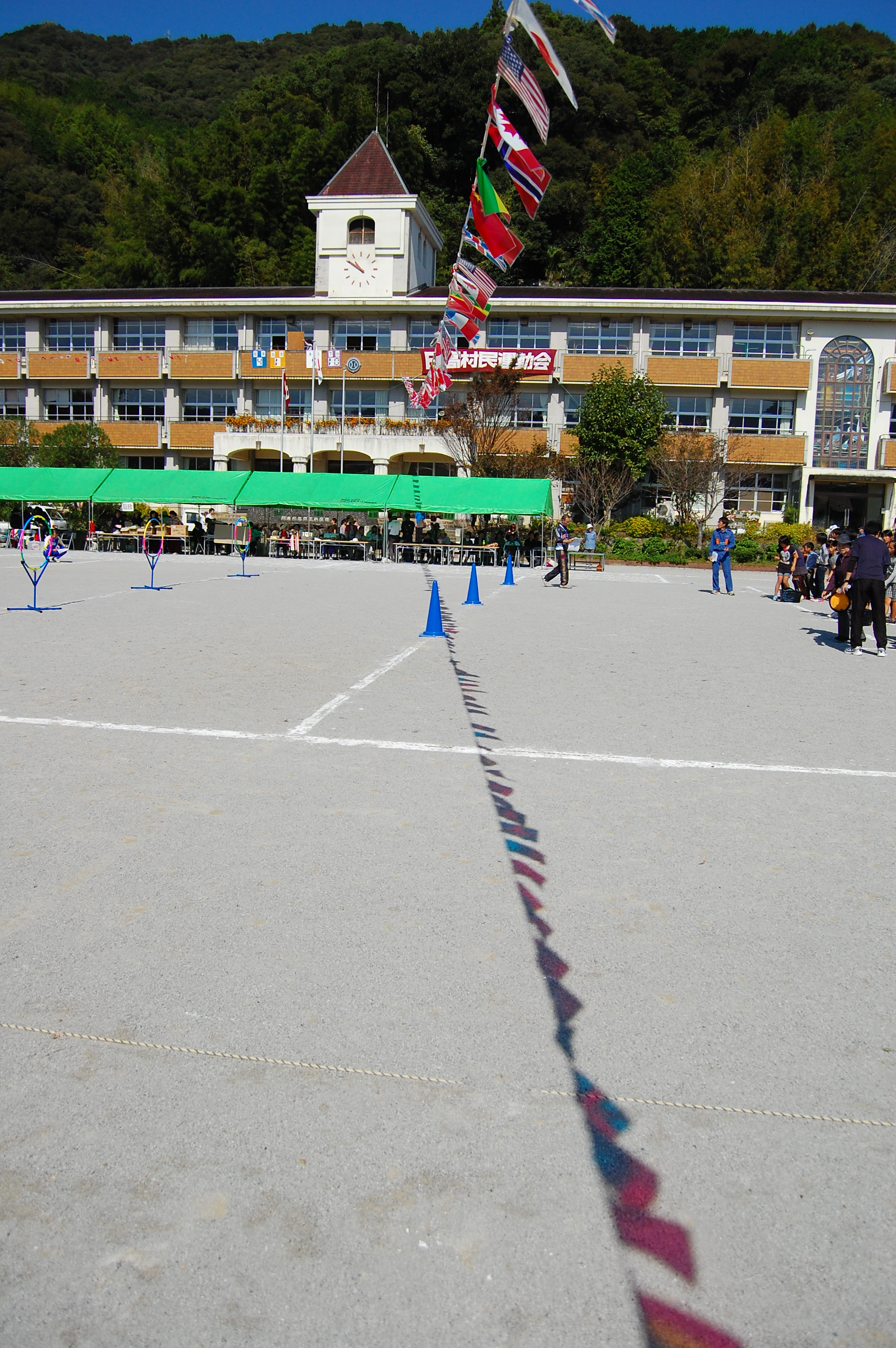
日下小学校

村内に高等学校はなく、概ね高知市や須崎市の高校に進学する。

### 中学校
村立
- 日高村立日高中学校
- 日高村佐川町学校組合立加茂中学校

### 小学校
村立
- 日高村立日下小学校
- 日高村佐川町学校組合立加茂小学校
- 日高村立能津小学校

### 特別支援学校
県立
- 高知県立日高養護学校

### 幼児教育

#### 保育園
- 加茂保育園
- 日下保育園

## 交通

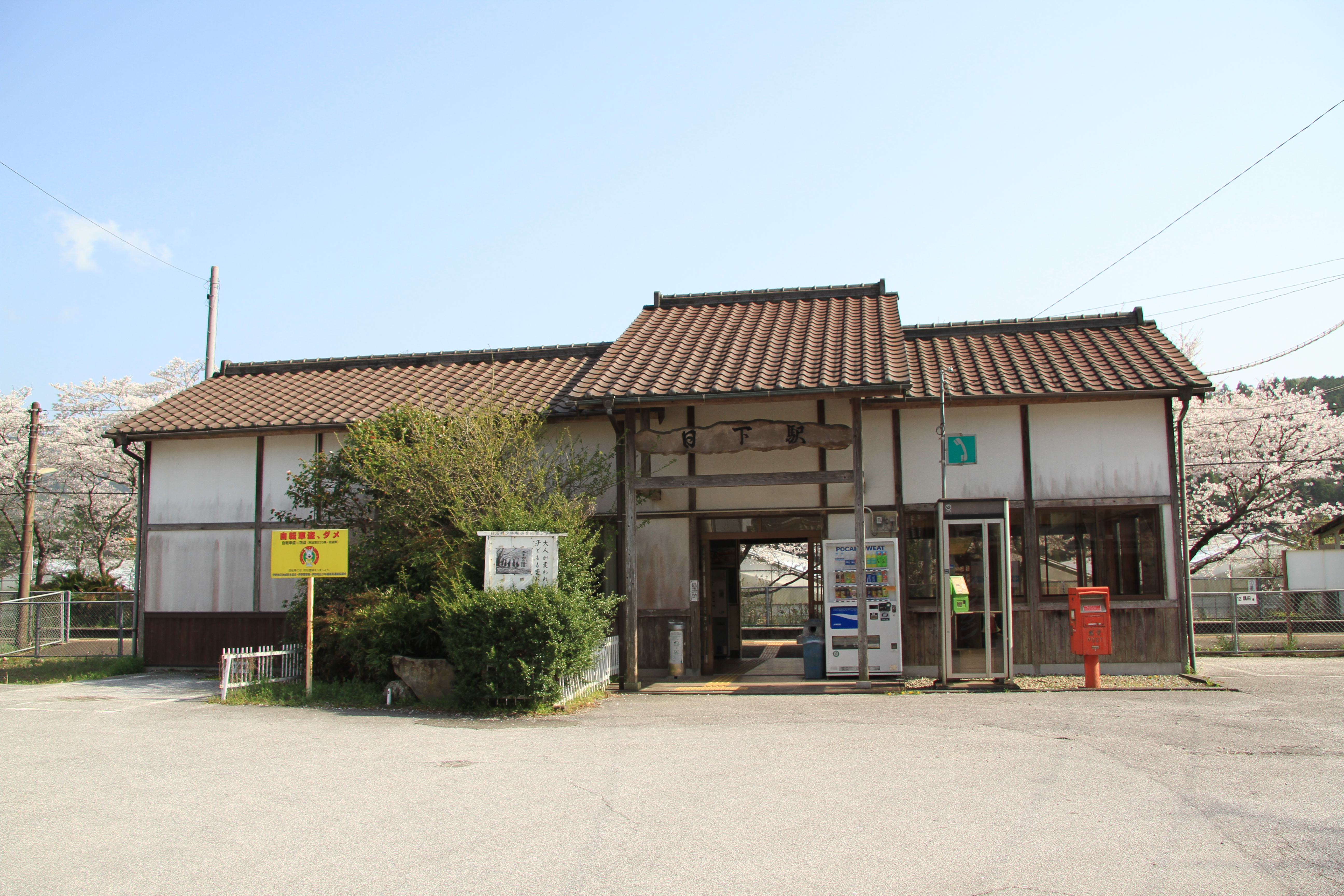
日下駅

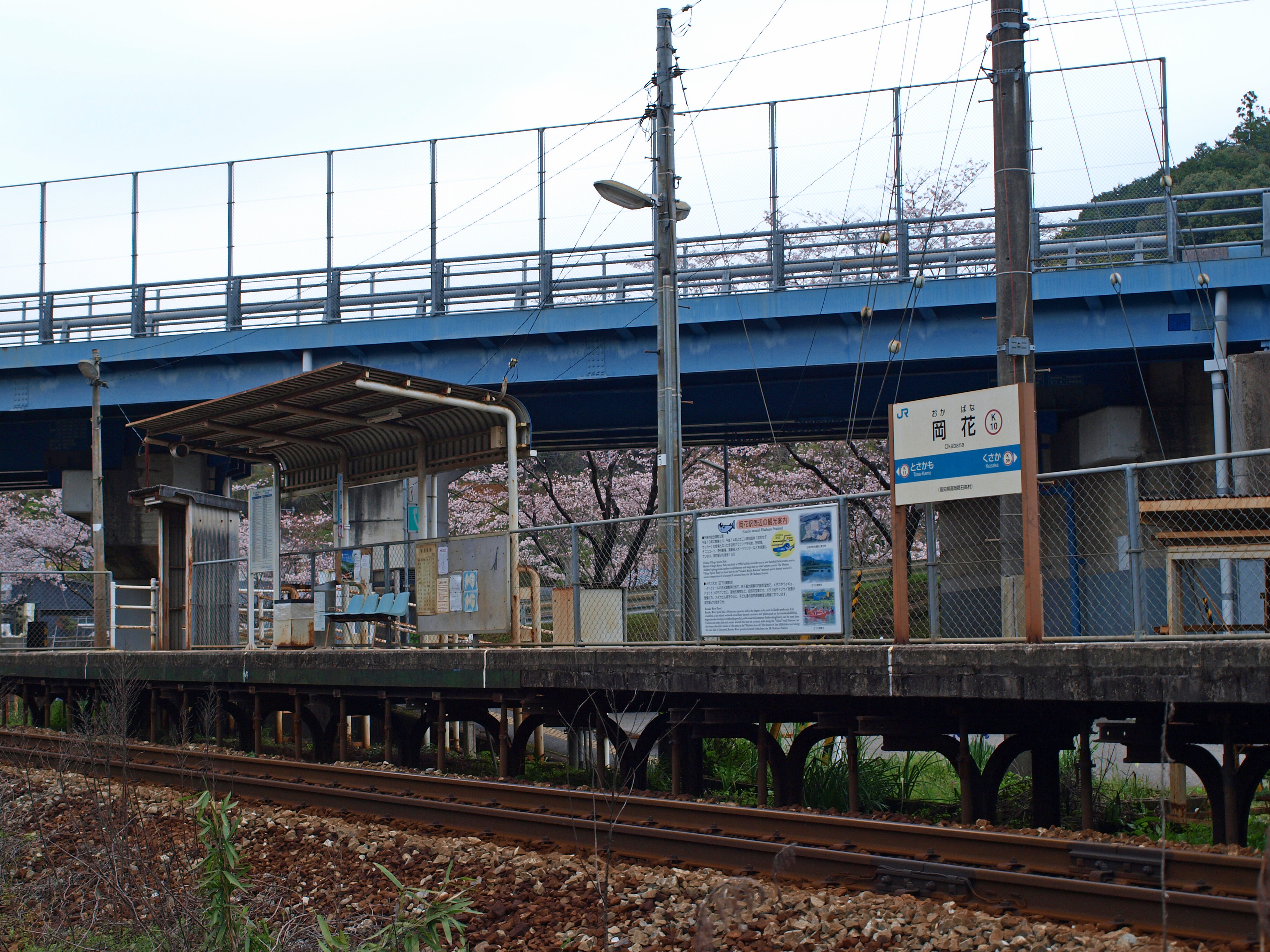
岡花駅

### 鉄道
中心となる駅：日下駅
四国旅客鉄道
- 土讃線: 小村神社前駅 - 日下駅 - 岡花駅

### バス

#### 路線バス
- デマンドバスもへいくん
  - 2014年10月の土佐電気鉄道（バス）岩目地線廃止により平日のみ定期運行便を設定

### 道路

#### 国道
- 国道33号
  - 沿道に農産物販売などを行う「村の駅ひだか」が開設されている[6]。

## 観光

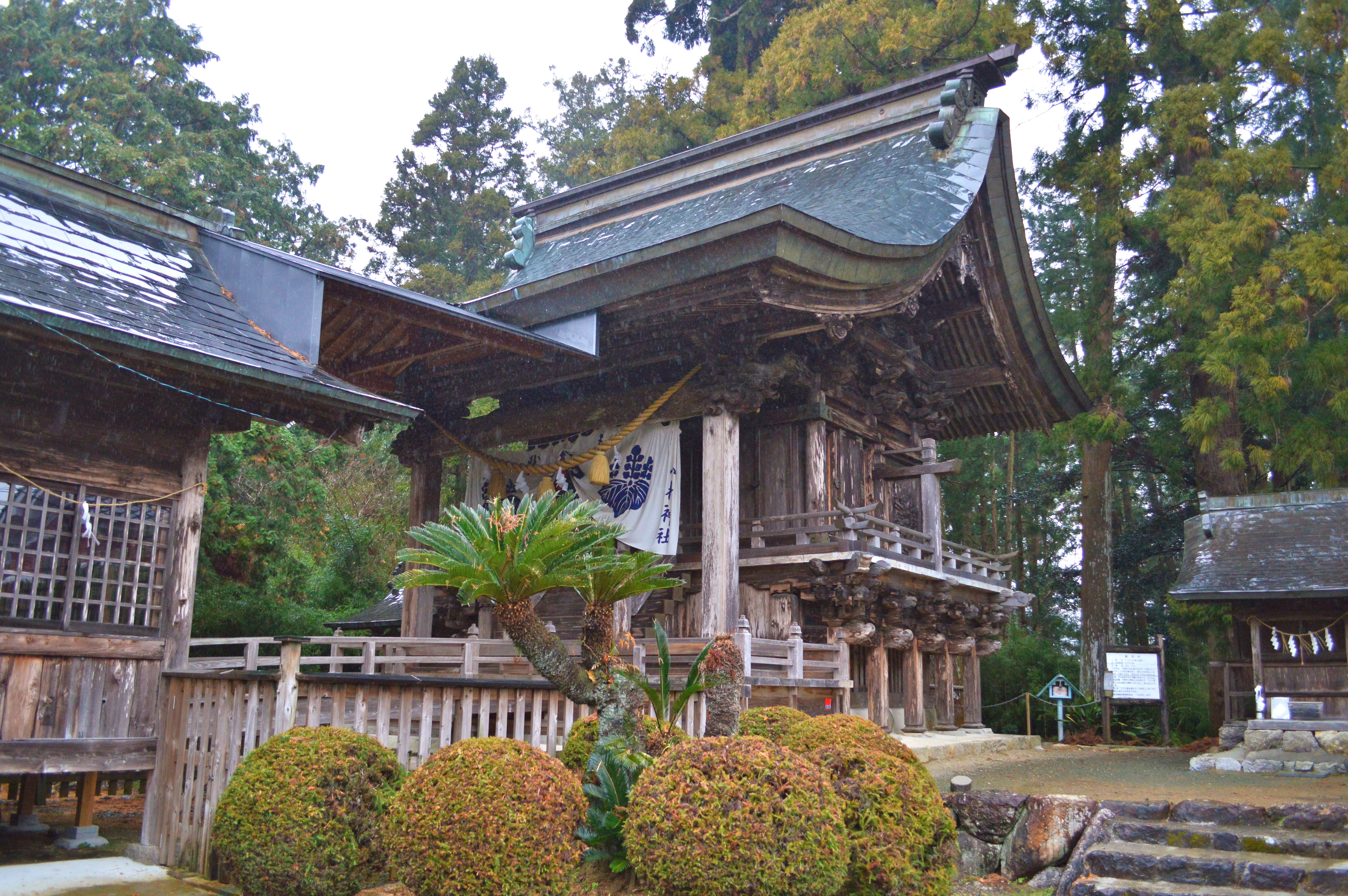
土佐国二宮である小村神社

### 名所･旧跡
主な城郭
- 柏井城跡

主な寺院
- 護国寺
- 西光寺
- 薬師如来寺

主な神社
- 石鎚神社
- 宇佐八幡宮
- 小村神社 - 土佐国二宮神社。
- 大元神社
- 琴平神社
- 四社神社
- 十二社神社
- 日吉神社
- 御鉾神社
- 龍石神社
- 六所神社
- 若宮八幡宮

### 観光スポット
- 猿田洞（1858年に発見された鍾乳洞。村の指定文化財。江戸時代の忍者のちに盗賊の日下茂平（後述）が修行した場との伝説が残る）[7]。
- レストラン高知（現代企業社のレストラン）
- 澁谷食品
- 屋根の上のガチョウ（現代企業社のケーキカフェ）
- たこ焼きコロコロ
- 日高村オムライス街道（日高村産の高糖度トマトであるシュガートマトを使ったオムライスを数々のレストランで提供、応援ソングはリベットボタンの「トマトの神様」）
- 村の駅ひだか
- 渋川トンボ公園

#### 集落活動センター
- 能津集落活動センター ミライエ[8]

## 出身･関連著名人
- 北添佶摩（土佐勤王党の志士）
- くさか里樹（漫画家）